# Albaner i Grekland

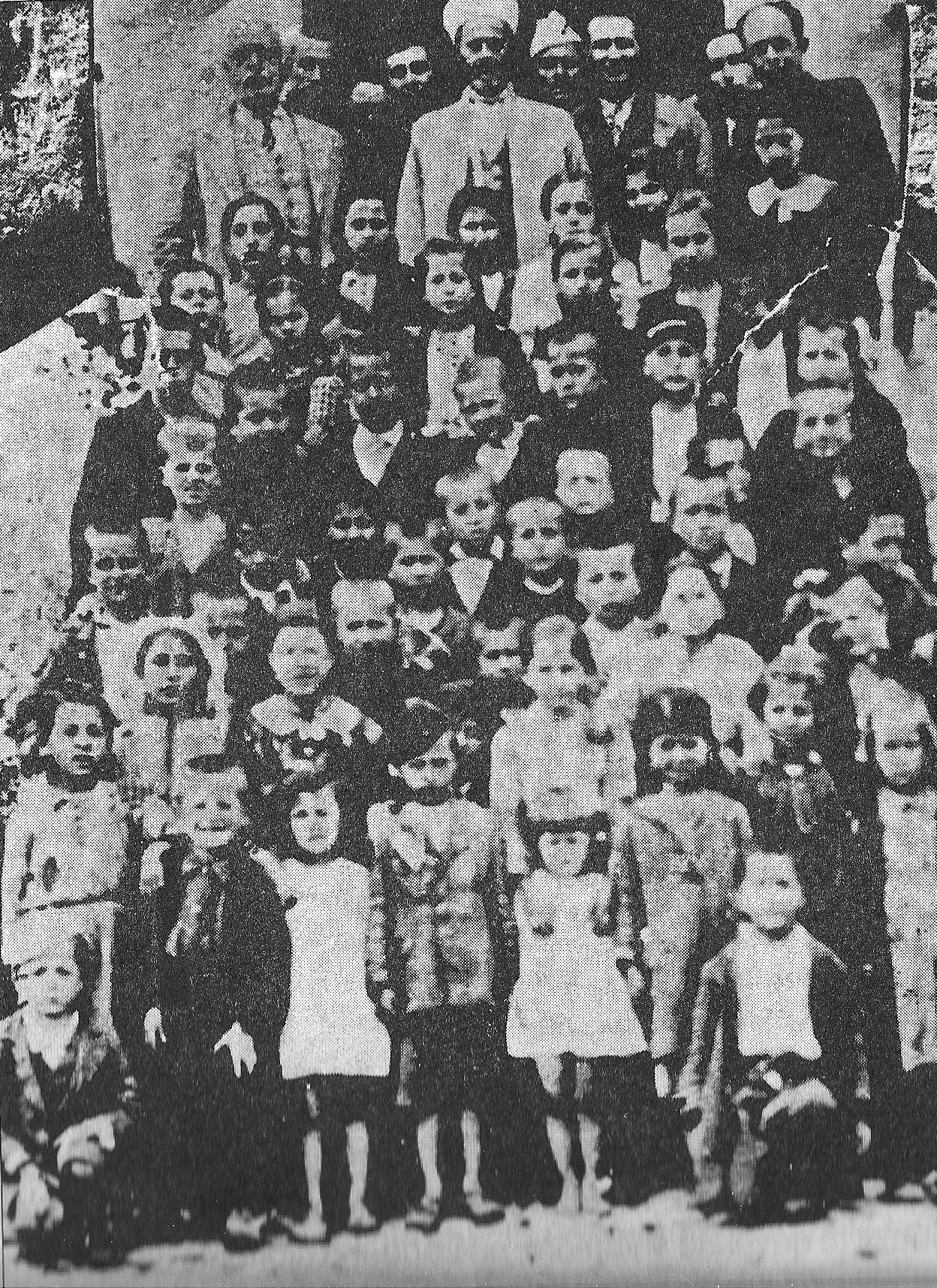
Albanska Filiatesskolan i Epirus år 1942

Antalet albaner i Grekland uppskattas till omkring 600.000.
En av de största emigrationsvågorna av albaner till Grekland skedde under medeltiden. Ännu idag existerar ättlingar till de albanska utvandrarna i staten Grekland. Det grekisktalande folket kallar dem för arvanítis.
En emigrationsvåg av albaner till Grekland skedde på 1990-talet när den albansk-grekiska gränsen öppnades.